# 阿尔马德内霍斯
阿尔马德内霍斯，是西班牙卡斯蒂利亚-拉曼恰雷阿尔城省的一个市镇。 总面积103平方公里，总人口518人（2001年），人口密度5人/平方公里。